# Margarita Sergejewna Alijtschuk
Margarita Sergejewna Alijtschuk (russisch Маргарита Сергеевна Алийчук; * 10. August 1990 in Sewersk) ist eine russische Rhythmische Sportgymnastin und Olympiasiegerin.
Margarita Alijtschuk wurde in Sewersk in der Oblast Tomsk geboren, zog aber mit 13 Jahren nach Omsk.
Bei den Olympischen Spielen 2008 in Peking gewann sie im Alter von 18 Jahren gemeinsam mit Gawrilenko, Gorbunowa, Possewina, Schkurichina und Sujewa die Goldmedaille im Mannschaftswettbewerb vor China und Weißrussland.
2007 wurde Alijtschuk Weltmeisterin im griechischen Patras.
2008 beendete Alijtschuk ihre sportliche Karriere.

## Auszeichnungen
- 2008:  Verdienter Meister des Sports Russlands[3]
- 2008:  Medaille Für die Stärkung der Kampfgemeinschaft[5]
- 2009:  Orden der Freundschaft[3][6]